# Schollach
Schollach je obec v okrese Melk v rakouské spolkové zemi Dolní Rakousy. Žije zde 976 obyvatel.

## Geografie
Schollach leží v Mostviertelu (Moštové čtvrti) v Dolních Rakousích. Plocha obce činí 19,67 kilometrů čtverečních a 37,23 % plochy je zalesněno.

### Sousední obce
(Od severu ve směru hodinových ručiček).
- Loosdorf na severovýchodě
- Hürm na jihovýchodě
- St. Leonhard am Forst na jihozápadě
- Melk na severozápadě

### Katastrální území
- Anzendorf
- Groß-Schollach
- Klein-Schollach
- Merkendorf
- Roggendorf
- Schallaburg
- Steinparz

## Historie
Ve starověku bylo území součástí provincie Noricum. V Rakousku ležící obec má stejně proměnlivé dějiny jako jsou dějiny celého Rakouska.

### Vývoj počtu obyvatel
- 1971 817
- 1981 801
- 1991 846
- 2001 899

## Politika
- V zastupitelstvu obce je 19 křesel.
- Starostou obce je Norbert Gleiss, vedoucí úřadu je neobsazen.[2]

## Kultura a pamětihodnosti
- Významným je renesanční zámek Schallaburg, významné výstavní středisko v Dolních Rakousích, kde se každoročně konají velké výstavy.
- Dále je ještě připomínán poutní kostel ve Steinparzu.

## Hospodářství a infrastruktura
Nezemědělských pracovišť bylo v roce 2001 30, zemědělských a lesnických pracovišť bylo v roce 1999 66. Počet výdělečně činného obyvatelstva v místě bydliště je 426, to představuje 48,72 %.